# Ladislas de Legnica
Ladislas de Legnica (en polonais Władysław Legnicki), de la dynastie des Piasts, est né le 6 juin 1296 et est mort après le 13 janvier 1352. Il est duc de Legnica de 1311 à 1312. 
Ladislas est le fils cadet d’Henri V le Gros, le duc de Wrocław et de Legnica, et d’Élizabeth de Grande-Pologne, la sœur de Boleslas le Pieux. Il est le frère de Boleslas III le Prodigue et d’Henri VI le Bon.
Ladislas est né trois mois après la mort de son père. Sa mère Élizabeth (?-1304) et son oncle Bolko Ier de Jawor (?-1301) assurent la régence. Après la mort de Bolko, Henri de Wierzbno devient le protecteur des enfants d’Henri V le Gros. En 1302, celui-ci est écarté et remplacé par Venceslas II de Bohême, pour qui le riche duché de Wrocław revêt une importance stratégique considérable. Venceslas envoie Boleslas III le Prodigue, le frère aîné de Ladislas, à la cour de Prague en 1302.
En 1311, sous la pression de la noblesse inquiète de le voir dépenser sans compter, Boleslas est contraint de partager son duché avec ses deux jeunes frères, Henri VI et Ladislas. Le duché est divisé en trois morceaux : Wrocław, Legnica et Brzeg. En tant qu’aîné, Boleslas est le premier à choisir, et à la surprise générale, il choisit la plus petite part, le duché de Brzeg. Probablement que Boleslas voulait continuer sa politique qui nécessitait beaucoup d’argent. En optant pour le plus petit des duchés, il devait recevoir une compensation financière de ses frères, ce qui lui permettait de renflouer sa trésorerie. Cette vue à court terme lui a fait perdre le duché le plus important, celui de Wrocław, qui est revenu à Henri. Ladislas est incapable de verser la somme due à Boleslas et perd son duché l’année suivante. En 1314, appuyé par ses deux frères, Ladislas entame une carrière au sein de l’Église. 
En 1326, au cours d’un séjour en Mazovie, Ladislas rompt son vœu de chasteté et épouse une fille de Boleslas II de Mazovie. En 1328, il répudie sa femme et revient en Silésie. Un an plus tard, il vend au roi de Bohême Jean de Luxembourg ses droits sur le duché de Legnica, ce qui place Boleslas III le Prodigue dans une situation très difficile. Ce dernier est contraint de rendre un hommage de vassalité au roi de Bohême le 9 mai 1329. Probablement que Ladislas, accompagnant Jean de Luxembourg dans sa croisade contre les Lituaniens, a assisté à la cérémonie à Wrocław.
L’argent qu’il a reçu de Jean de Luxembourg s’est rapidement épuisé. Pour survivre, il se transforme en chef de bande et vit de pillages sur les terres de son frère Boleslas. Capturé, il est emprisonné pendant une demi-année dans le château de Legnica. Il n’est libéré qu'à la suite de l’intervention d’Henri VI le Bon. Malgré une rente qui lui est versée par ses frères, il reprend ces activités de brigandage. À nouveau capturé, il est emprisonné pendant plus d’un an. 
Lorsqu’il est libéré, Ladislas, qui souffre de troubles mentaux, n’est plus que l’ombre de lui-même. La date exacte de son décès est inconnue.